# Фогельзанг (Цеденик)
Фогельзанг (нем. Vogelsang) — деревня в Германии, в земле Бранденбург, районе Верхний Хафель. Является одной из тринадцати частей города Цеденик.

## Положение
Фогельзанг расположен на северо-востоке города Цеденик. На юге от него расположена часть Везенберг, на западе — Цеденик и Бургвалль. На востоке Фогельзанг граничит с Темплином.

## История
Фогельзанг был основан в 18 столетии. В 1888 году в населённом пункте появилась железнодорожная станция. В 1929 году деревня стала самостоятельным субъектом, а 31 декабря 2001 года была включена в состав города Цеденик. В деревне имеется фабрика по производству паркета на базе бывшей лесопилки.

## Военное использование
Севернее деревни до 1994 года находился крупнейший после Вюнсдорфа советский гарнизон, где имелся театр, магазины, школа, спортзал и административные учреждения. В 1959 году в условиях высочайшей секретности под песчаной насыпью севернее деревни были размещены ядерные ракеты Р-5, так как с территории Советского Союза они ввиду недостаточной дальности не могли поразить Лондон и ядерные базы на востоке Великобритании.